# Emergency Records
Emergency Records è stata un'etichetta discografica indipendente statunitense attiva dal 1979 al 1989.

## Storia
Fondata a New York all'inizio del 1979, si è specializzata nella pubblicazione della Italo disco del periodo 1970 - 1980. In quegli anni, la maggior parte delle produzioni europee di disco music provenivano da Germania, Francia e Italia, con arrangiamenti che introducevano strumenti elettronici come computer e sintetizzatori, a integrare con nuovi suoni ed effetti le basi suonate dai session men.
Nel 1981 e 1982 l'etichetta realizzò dischi che fondendo la dance con ritmiche funky, determinarono il "sound" di Emergency Records.
Nel 1987 Emergency firmò un contratto con la Profile Records per la distribuzione, che fu però rescisso dopo due anni. Nel 1989 terminò l'attività e l'intero catalogo venne ceduto alla Unidisc Music, che lo acquisì considerandolo di grande interesse per i collezionisti.

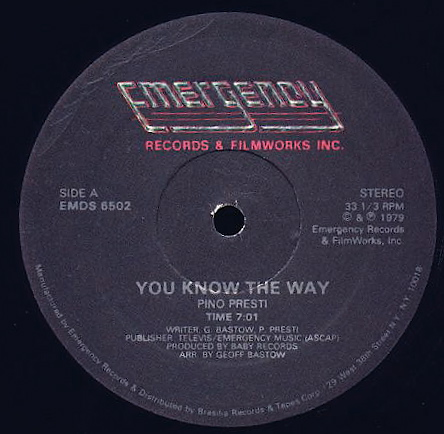
Emergency Records
"Black label"

## Alcuni artisti della Emergency Rec.
12" - Singles: EMDS 6500.
- La Bionda
- Pino Presti
- Billy Moore
- Kano
- Easy Going
- Vivien Vee
- Capricorn
- Firefly
- North End featuring Michelle Wallace
- Somethin' Special
- Style
- Michel Wallace
- Shannon
- C.O.D.
- Nolan Thomas
- Amii Stewart featuring Mike Francis
- Sandy Marton
- Chemise